# Sedum berillonanum
Sedum berillonanum är en fetbladsväxtart som beskrevs av R.-hamet. Sedum berillonanum ingår i Fetknoppssläktet som ingår i familjen fetbladsväxter. Inga underarter finns listade i Catalogue of Life.